# Fabián Barba
Fabián Barba (1982) is een Ecuadoriaanse danser, choreograaf en artistiek onderzoeker, actief in Quito (Ecuador) en Brussel (België). Barba maakte twee solovoorstellingen waarin die kritisch aan de slag ging met moderne danstradities over historische en geografische grenzen heen: A Mary Wigman Dance Evening (2009) en a personal yet collective history (2012). Binnen hun artistieke praktijk ontwikkelde Barba ook een theoretisch discours vanuit een dekoloniale kritiek op hun artistieke werkcontext en onderzoek doet naar de relatie tussen de erfenis van het kolonialisme en de dansgeschiedenis.

## Biografie
Fabián Barba studeerde dans en theater in Quito en werkte er als professioneel performer voordat die in 2004 naar Brussel verhuisde om zich aan te sluiten bij P.A.R.T.S., de internationale hedendaagse dansschool opgericht door choreografe Anne Teresa De Keersmaeker. Barba studeerde af in 2008 en stichtte die het collectief Busy Rocks op samen met P.A.R.T.S. alumni Franziska Aigner (Oostenrijk), Marisa Cabal (Spanje), Tuur Marinus (België) and Gabriel Schenker (Brazilië). Kort nadien maakte Barba twee solovoorstellingen: A Mary Wigman Dance Evening (2009) en a personal yet collective history (2012).
Naast het creëren van eigen werk, danst Barba sinds 2010 ook voor ZOO/Thomas Hauert, het Brusselse gezelschap van de Zwitserse choreograaf Thomas Hauert. In 2014 werkte Barba samen met Amerikaans danshistoricus en choreograaf Mark Franko aan Le marbre tremble (2014) en met Ecuadoriaans choreograaf Esteban Donoso aan slugs' garden (2014). Dit werk werd wereldwijd gepresenteerd, in onder meer Kaaitheater en Kunstenfestivaldesarts (Brussel, België), Dance Umbrella (Londen, Verenigd Koninkrijk), MoMA (New York City, Verenigde Staten van Amerika), Ignite Dance Festival (New Delhi, India), Festival Panorama (Rio de Janeiro, Brazilië), Teatro Variedades Ernesto Albán (Quito, Ecuador) en Centro Cultural San Martín (Buenos Aires, Argentina).
Sinds 2013 is Barba tevens gastdocent aan de Middelburg Decolonial Summer School die mede wordt geleid door Rolando Vázquez en Walter Mignolo. In juni 2016 behaalde Barba hun masterdiploma Autonoom Ontwerp aan de kunstopleiding KASK & Conservatorium in Gent, België. Sindsdien wordt Barba regelmatig uitgenodigd om seminaries en workshops te geven in verschillende Europese landen rond hun onderzoek naar de koloniale erfenis van de Westerse dansgeschiedenis. Barba bekritiseert de universele claims van het westerse, Eurocentrische denken in het (Vlaamse) hedendaagse danslandschap via hun choreografisch werk en hun artistiek discours rond dit werk.
Hun dekoloniale discours rond deze thematieken werd gepubliceerd in wetenschappelijke en cultuurkritische tijdschriften zoals Documenta – Tijdschrift voor Theater, Dance Research Journal, Etcetera – Tijdschrift voor Podiumkunsten, NDD l'actualité en danse, post(s), maar ook in boeken zoals The Oxford Handbook of Dance and Reenactment (Oxford University Press, 2017) en Transmissions in Dance (Palgrave Macmillan, 2017). Dit onderzoek bracht hen ook naar de Verenigde Staten van Amerika, Brazilië, Chili, Ecuador en Argentinië.
Sinds 2023 volgt Barba een master in culturele studies met een specialisatie in gender aan de Universidad Andina Simón Bolivar in Quito-Ecuador.

## A Mary Wigman Dance Evening(2009)
Deze voorstelling is gebaseerd op een heropvoering van een van de dansavonden van de Duitse choreografe Mary Wigman, die als een van de medeoprichters van de expressieve dans vooral in de jaren 1920 bekend stond om het presenteren van avondprogramma's met korte solowerken. Tijdens hun studie aan P.A.R.T.S. herkende Fabián Barba namelijk een zeker verwantschap tussen de Duitse traditie van Ausdruckstanz, het best belichaamd door Mary Wigman, en de bewegingstraditie die Barba in Quito hadden geleerd. In hun eigen teksten “The Local Prejudice of Contemporary Dance,” “Impure Transmissions: Traditions of Modern Dance Across Historical and Geographical Boundaries,” en "Research into Corporeality," beschrijft Barba de periode van dit creatieproces en de tournee van de voorstelling zeer gedetailleerd en theoretiseert ze vanuit een dekoloniaal standpunt. In deze teksten beseft Barba dat die hun in Quito verworven techniek niet zou verbeteren in het hedendaagse danslandschap van Brussel. Barba beschrijft het proces dat die doormaakte om zichzelf in te schrijven in een nieuwe danscultuur door middel van een nieuwe dansopleiding (P.A.R.T.S.) in de Westerse context. Fundamenteel voor hun beschreven ervaring is het groeiende gevoel dat de dansscène in Brussel als superieur en eigentijdser werd beschouwd dan de dansscène in Quito volgens een aantal onzichtbare maar zeer actieve normen.
Deze voorstelling wordt uitvoerig geanalyseerd binnen de wetenschappelijke tak van theater- en dansstudies. De Duitse danswetenschapper Susanne Foellmer gebruikt de voorstelling als voorbeeld van hoe heropvoeringen diachrone historische relaties in vraag stellen en historiografische methodes benadrukken. De Belgische theaterwetenschapper Christel Stalpaert heeft het over de historische afstand die de toeschouwer ervaart tijdens de voorstelling en probeert te begrijpen hoe Barba erin geslaagd is om de moderne tijd opnieuw te ensceneren, terwijl de Belgische danswetenschapper Timmy De Laet het heeft over het opnieuw belichamen van een dansstijl die historisch achterhaald is. Deze auteurs benadrukken hoe moeilijk het is om dans te reconstrueren op basis van archiefmateriaal, waarbij ze de verleden tijd van de moderne dans als een feit beschouwen. Hoewel Barba zich destijds nog niet publiekelijk identificeerde als een niet-binaire persoon, benadrukken de analyses van deze auteurs het feit dat de dansen van een vrouwelijke danser werden nagespeeld door een mannelijk lichaam.